# Wincenty Kalkstein

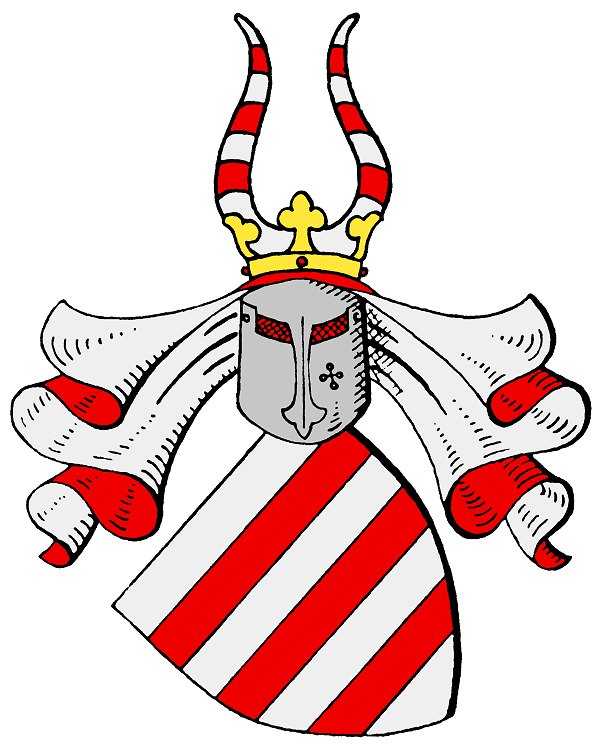
herb rodu Kalkstein

Wincenty Kalkstein herbu Kos odmienny (ur. 22 stycznia 1795, zm. 10 marca 1857 w Wiesbaden) – działacz gospodarczy, rzecznik rozwoju rolnictwa, podporucznik, adiutant polowy gen. Jana Nepomucena Umińskiego w powstaniu listopadowym.
Był deputowanym ze stanu rycerskiego z powiatu szamotulskiego na sejm prowincjonalny Wielkiego Księstwa Poznańskiego w 1827, w 1830 roku i w 1841 roku. Za udział w powstaniu listopadowym odznaczony Krzyżem Złotym nr 1275. Po powstaniu osiadł w swoich majątkach Psarskie (gmina Pniewy) i Gołuchów w Wielkopolsce. Członek komitetu budowy pomnika gen. Jana Henryka Dąbrowskiego.